# Коздигаринський сільський округ
Коздига́ринський сільський округ (каз. Көздіқара ауылдық округі, рос. Коздыгаринский сельский округ) — адміністративна одиниця у складі Кзилкогинського району Атирауської області Казахстану. Адміністративний центр — село Конистану.
Населення — 1698 осіб (2021; 1969 у 2009, 2030 у 1999, 2313 у 1989).
Станом на 1989 рік існувала Коздигаринська сільська рада (села Акколь, Бюрек, Конистану, Коскулак).

## Склад
До складу округу входять такі населені пункти:
| Населений пункт | Колишні назви | Населення, осіб (1989) | Населення, осіб (1999) | Населення, осіб (2009) | Населення, осіб (2021) |
| --------------- | ------------- | ---------------------- | ---------------------- | ---------------------- | ---------------------- |
| Акколь, село    | -             | 159                    | -                      | -                      | -                      |
| Буйрек, село    | Бюрек         | 148                    | 190                    | 175                    | 73                     |
| Конистану, село | Конистау      | 1771                   | 1566                   | 1561                   | 1511                   |
| Коскулак, село  | -             | 235                    | 274                    | 233                    | 114                    |